# Диков, Василий Иванович
Василий Иванович Диков (1874, Новочеркасск – 1937) — русский поэт, писарь, офицер.

## Биография
Василий Иванович Диков  родился в городе Новочеркасске в семье донских казаков. Окончил городское приходское училище. По окончании учёбы работал писарем в областном правлении Войска Донского. В 1898 году окончил Новочеркасское казачье училище, служил офицером.
В эти годы уже писал стихи. Главной темой его произведений была природа, Донское казачество, казачий быт. В это период им были написаны стихотворения: «К Дону», «Летнее утро в станице», «Дону», «Степной орёл», «Родному Дону», «Дончак» и др.
В 1909 году в городе Никополе была издана первая книга его стихотворений – «Охотничьи картинки». Василий Иванович Диков воевал на фронтах Первой мировой войны. Перед войной в городе Новочеркасске была издана его вторая книга – «Новочеркасский альманах».
В 1918 году Диков подготовил для издания второй вариант книги «Охотничьи картинки», но книга так и не была издана. В 1920 году поэт попал в Новочеркасскую  тюрьму, сидел там полгода, ожидая расстрела, однако был освобождён. После освобождения жил случайными заработками. С 1921 года был администратором художественных студий Новочеркасска у художника-баталиста Митрофана Борисовича Грекова. В 1937 году был расстрелян.